# Pseudobagrus aurantiacus

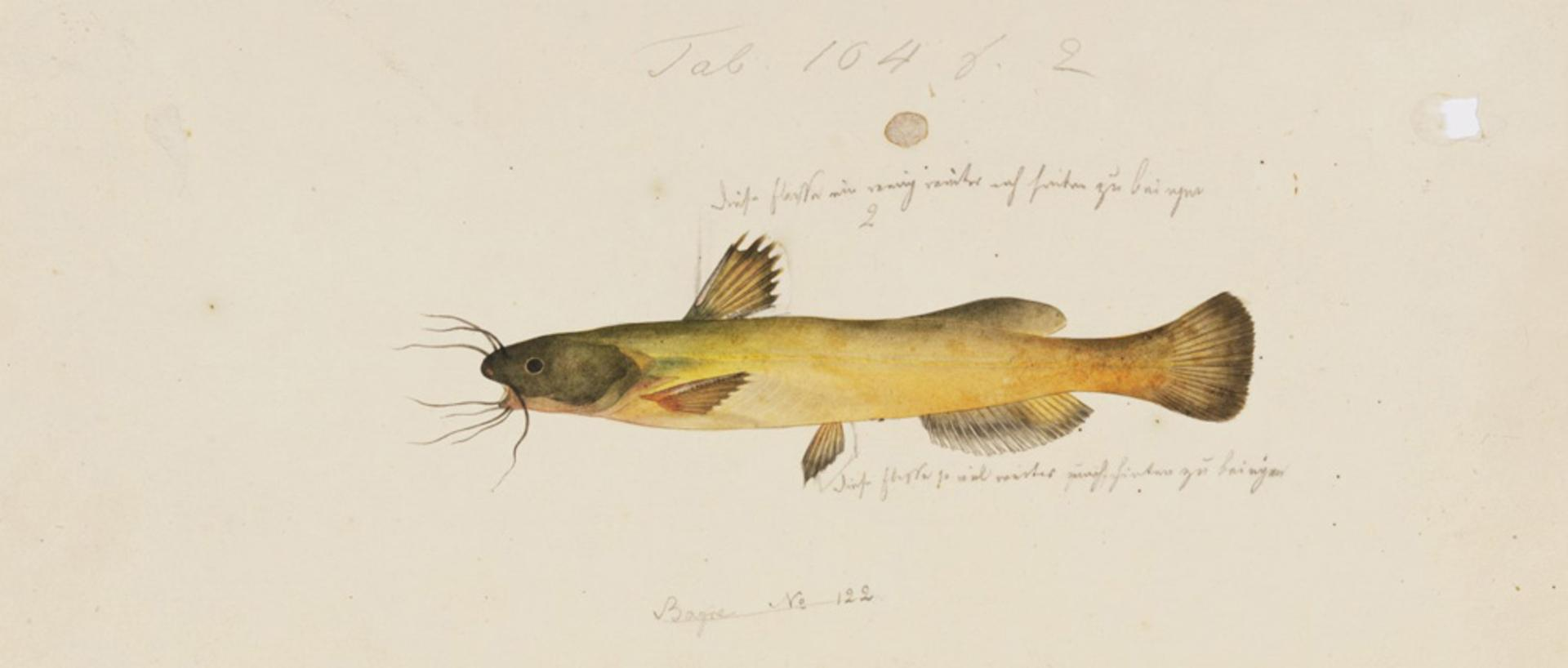
Pseudobagrus aurantiacus (Temminck and Schlegel), dibujo por Kawahara Keiga, 1823 - 1829.

Pseudobagrus aurantiacus es una especie de peces de la familia Bagridae en el orden de los Siluriformes.

## Morfología
Los machos pueden llegar alcanzar los 16,5 cm de longitud total.

## Distribución geográfica
Se encuentra en el Japón.